# Massimo Colesanti
Massimo Colesanti (Larino, 10 ottobre 1926 – Roma, 19 novembre 2016) è stato un critico letterario italiano.

## Biografia

### Infanzia e primi studi
Nato a Larino in Molise da Giulio (1885-1963) e da Bice Battista, secondo di cinque figli in una famiglia di avvocati molto in vista, Colesanti, dopo aver compiuto gli studi superiori al Liceo "Mario Pagano" di Campobasso, non assecondando i desideri del nonno e del padre che lo volevano avviare all’attività di famiglia, decise di trasferirsi a Roma e di seguire i corsi della Facoltà di Lettere dell’Università “La Sapienza”, divenendo allievo di Pietro Paolo Trompeo e laureandosi in Lettere Moderne nel 1950.

### L'attività nella scuola
Trasferitosi poi definitivamente a Roma con tutta la famiglia, dal 1951 al 1965 ha insegnato, prima come incaricato (1951-1956) e poi come docente di ruolo (1956-1958 e 1961-1965), materie letterarie e lingua francese nelle scuole medie di Guidonia, Palestrina, Latina e Roma, mentre nel 1958-1961, in base ad un accordo culturale, ha insegnato Letteratura italiana al “Lycée Chateaubriand” di Roma; in seguito (1965-1967) è divenuto preside di scuola media prima a Santa Marinella e poi a Roma. Nel 1956 sposò Ada Gibellino, da cui poi ebbe due figli: Stefania (1964) e Giulio (1969).

### I primi passi nell'Università
Contemporaneamente a questa attività scolastica di docente e di preside, svolse anche attività di ricerca scientifica e di didattica universitaria. Borsista a Bruxelles nel 1950-1951 e poi a Grenoble e a Parigi nel 1957, iniziò a pubblicare lavori scientifici (recensioni, articoli e libri); dal 1959 al 1967 fu assistente volontario di Lingua e Letteratura francese all’Università “La Sapienza” di Roma, presso la Cattedra di Lingua e Letteratura francese tenuta da Giovanni Macchia; nel 1963 conseguì la Libera Docenza di Letteratura francese (abilitazione all’insegnamento universitario), e dal 1964 al 1971 tenne l’incarico di insegnamento di Lingua e Letteratura francese presso la “Sapienza”, nell’ambito del Corso di Laurea in Lingue e Letterature Moderne allora di recente istituzione (tale insegnamento negli anni 1964-1967 si era affiancato alla sua attività di docente scolastico e di preside di scuola media).

### L'attività nell'Università
Nel 1966 è risultato vincitore nel concorso di Letteratura francese bandito dall’Università di Genova: nel 1967, pertanto, lasciato l’incarico di preside di scuola media, è stato chiamato come docente universitario dalla Facoltà di Lettere dell’Università di Macerata, dove ha insegnato Letteratura francese dal 1967 al 1971, mantenendo però negli stessi anni anche l’incarico del medesimo insegnamento presso la “Sapienza”; a Macerata è stato Direttore dell’Istituto di Lingue e Letterature romanze e degli Annali delle Facoltà. Infine, nel 1971 è stato chiamato come docente di Lingua e Letteratura francese dalla Facoltà di Lettere della “Sapienza”, dove appositamente per lui è stata creata la II Cattedra di Lingua e Letteratura francese (affiancando così Giovanni Macchia titolare della I Cattedra).
Insegnò alla Sapienza come docente di ruolo dal 1971 al 2001 (ma in realtà dal 1964 al 2001, considerando anche gli anni da incaricato). Nel 1974 fondò “micromégas”, rivista di studi e confronti italiani e francesi, di cui fu direttore dall’inizio fino al 2002, quando la rivista cessò le pubblicazioni (70 fascicoli complessivi). Nel 1975 fondò l’Istituto di Studi Francesi, che avrebbe diretto dall’inizio fino al 1992. Nel periodo di insegnamento universitario promosse giornate di studi (si ricordi in particolare il Convegno Internazionale Stendhal, Roma, l’Italia del 1983), partecipando come relatore a numerosi altri convegni, e fu visiting professor nelle università di Ginevra, Parigi, Monaco di Baviera, New York (Columbia University), Budapest. Dal 1983 al 1986 fu Presidente della SUSLLF (Società Universitaria per gli Studi di Lingua e Letteratura Francese), raggiungendo il massimo incarico “politico” nell’ambito della francesistica italiana. Nel 2001, collocato a riposo per raggiunti limiti di età, dalla Facoltà di Lettere della “Sapienza” di Roma fu nominato Professore Emerito di Lingua e Letteratura francese, mantenendo così il diritto di continuare eventualmente il suo insegnamento presso la stessa Università (sulla sua cattedra gli subentrò, come professore di ruolo, la sua allieva Anna Maria Scaiola).

### La Presidenza della Fondazione Primoli
Nel 1990 fu nominato Presidente della Fondazione Primoli, incarico che avrebbe tenuto per 26 anni fino alla morte (2016), e che per lui risultò molto gradito non solo perché la Fondazione (istituita nel 1928 alla morte del napoleonide Conte Giuseppe Primoli) possedeva una biblioteca immensa di testi di letteratura francese e italiana del XIX e XX secolo (suoi campi scientifici di elezione) e una importantissima sezione di libri appartenuti a Stendhal (principale autore da lui coltivato); ma anche perché nella carica di presidente succedeva, dopo personalità come Mario Praz e Ettore Paratore, al suo maestro Pietro Paolo Trompeo. Con notevoli sforzi più che ventennali, risanò economicamente la Fondazione (che era sull’orlo del fallimento) e, dopo un lungo periodo di inattività sotto la presidenza Paratore, le ridiede nuova dignità culturale, ambientandovi numerosissimi convegni, mostre, giornate di studi, e anche concerti. Divenuto, come Presidente, anche Direttore dei Quaderni di Cultura Francese a cura della Fondazione Primoli (ne era già stato Redattore sotto la presidenza Paratore), promosse in 26 anni la pubblicazione di 25 quaderni, più di quanti ne erano stati pubblicati nei 30 anni precedenti.

## Opere principali
Studioso in particolare del Romanticismo (Letteratura francese. Il Romanticismo, Firenze-Milano 1974 e Dal Romanticismo al Simbolismo, Milano 1987; La Disdetta di Nerval, con altri saggi e studi, Roma 1995), e del periodo classico (Boileau. Poetica e polemica, Roma 1966; Il romanzo barocco tra Italia e Francia, Roma 1980), si interessò soprattutto a Stendhal e a Baudelaire, cui ha dedicato numerose pubblicazioni (Stendhal fra eruditi e poeti, Roma-Caltanissetta 1959, con introd. di Leonardo Sciascia; Stendhal a teatro, Milano, 1966; Stendhal. Le regole del gioco, Milano 1983; Il mistero Stendhal. Saggi, note, confronti, Roma 2015; Baudelaire, Tutte le poesie e i capolavori in prosa, Roma 1998; Fiori d'Arte dall'Abisso. Saggi, Letture, Note su Baudelaire, Roma 2017, postumo). Altri suoi contributi riguardano la letteratura e la critica italiana (Letteratura e critica, Napoli 1966; Ritratti di critici, Roma 1970) e il Belli (Belli ritrovato, Roma 2010). Tradusse e/o curò opere di Montesquieu, Voltaire, De Lollis, Trompeo, Sainte-Beuve, Flaubert, Valery Larbaud.

## Onorificenze
- Premio Calabria (1990) per la Letteratura Francese dal Romanticismo al Simbolismo (2 voll., Firenze 1974 e Milano 1987).
- Premio Saint-Vincent (1996), per il volume La disdetta di Nerval (Roma 1995).
- Ufficiale al Merito della Repubblica (27 dicembre 2000)[10].
- Commandeur des Palmes Académiques.
- Chevalier de la Légion d'Honneur.

## Cariche ricoperte
- socio dal 1967 della SUSLLF (Società Universitaria per gli Studi di Lingua e Letteratura Francese), di cui è stato Presidente dal 1983 al 1986[11];
- socio dell'Accademia dell’Arcadia con il nome di Sireno Pentelio (socio corrispondente dal 27/5/1974, socio ordinario dal 14/2/1989[12], membro del Savio Collegio dal 18/1/2000 al 21/11/2003);
- condirettore (con Raffaele de Cesare, Luigi de Nardis e Giovanni Macchia) della prima serie di Testi francesi. Collezione della “Società Universitaria per gli Studi di Lingua e Letteratura Francese” (1973-1979, 9 volumi prodotti);
- membro del gruppo degli Amici della domenica (giuria del Premio Strega)[13];
- socio fondatore (nel 1979) e vice-presidente, per le Lettere e per le arti, dell’Istituto Molisano di Studi e Ricerche;
- socio dell'Istituto Nazionale di Studi Romani (socio ordinario dal 1992)[14];
- direttore della collezione Viaggiatori francesi in Italia;
- condirettore (con Luigi de Nardis) di Letteratura francese – I Contemporanei;
- presso l’ISIT - Istituto Superiore per Interpreti e Traduttori di Maddaloni (poi SSML – Scuola Superiore per Mediatori Linguistici): Docente di Lingua e Letteratura Francese dall'A.A. 1986-87 all’A.A. 1989-90, Componente del C.T.S. (Comitato Tecnico Scientifico) dal 01-11-1986 al 31-10-2003, Direttore dal 01-11-2003 al 31-10-2009 (nonché Presidente del C.T.S), Direttore Onorario dal 01-11-2009;
- membro dell’Association des amis de Stendhal;
- membro della Societé d’Histoire Littéraire de la France;
- socio della Società Italiana di Studi sul secolo XVIII;
- membro fondatore dell’Association des amis de François Mauriac in Italie;
- socio fondatore (nel 1991) del Seminario di Filologia francese;
- membro della Fondazione Centro di studi storico-letterari Natalino Sapegno (dal 1992, dal 1995 al 2010 anche membro del Consiglio di Amministrazione[15]);
- socio fondatore dell’Associazione “Amici di Leonardo Sciascia” (26 giugno 1993 nelle stanze del Fondo Stendhaliano Bucci della Biblioteca Comunale, Palazzo Sormani, Milano)[16];
- membro dell’Association "Présence de Nerval" (dal 22 maggio 2005);
- membro del Gruppo dei Romanisti (dal 5 aprile 2006, per cooptazione)[17].
- socio del Centro Studi Giuseppe Gioachino Belli.